# Pretty Wings
Pretty Wings è un brano musicale R&B del musicista statunitense Maxwell, scritto e prodotto dallo stesso con Hod David. Il brano fu pubblicato nell'aprile del 2009 come singolo d'apertura per il quarto album dell'artista, BLACKsummers'night. Il singolo raggiunse la prima posizione della classifica R&B americana, rimanendovi in vetta per quattordici settimane consecutive, ed entrò nella top40 della classifica statunitense. Il singolo ricevette inoltre la certificazione di disco d'oro dalla RIAA, grazie a oltre 500.000 download ufficiali. Il brano fu nominato a tre Grammy Awards nel 2010, tra cui quello per Canzone dell'anno, e vinse come Miglior interpretazione vocale R&B maschile.

## Riconoscimenti
Il brano ha ricevuto tre nomination ai Grammy Awards del 2010, Canzone dell'anno, Miglior canzone R&B e Miglior interpretazione vocale R&B maschile, vincendo in quest'ultima categoria e diventando il primo brano dell'artista a ottenere un Grammy. Pretty Wings è stato il primo brano di Maxwell a essere stato nominato nelle categorie Canzone dell'anno e Miglior canzone R&B, mentre il quarto come Miglior interpretazione vocale R&B maschile.
Il brano ha ricevuto due nomination ai Soul Train Awards del 2009, come Canzone dell'anno e Registrazione dell'anno. Inoltre, è stato nominato anche agli Image Awards, come Outstanding Song e Outstanding Video.

## Ricezione
Pretty Wings è stato il secondo singolo di Maxwell a raggiungere la prima posizione della classifica R&B americana, a dieci anni di distanza da Fortunate del 1999. Il singolo ha raggiunto il podio della classifica il 15 agosto 2009, rimanendovi stabile per quattordici settimane consecutive fino al 14 novembre, lasciando poi il posto a Empire State of Mind di Jay-Z. Grazie a questa lunga permanenza al numero 1, il singolo condivide con Nobody's Supposed to Be Here di Deborah Cox, We Belong Together di Mariah Carey e Blame It di Jamie Foxx il titolo di secondo singolo con il maggior numero di settimane al numero 1, dietro a Be Without You di Mary J. Blige, che conserva il primato grazie solo a una settimana in più. Il singolo ha passato un totale di 58 settimane nella classifica R&B.
Il singolo è stato il quarto nella carriera di Maxwell a entrare nella top40 della Hot 100 di Billboard, dove ha raggiunto la 33ª posizione e ha passato un totale di 22 settimane in classifica. Il singolo ha raggiunto la dodicesima posizione della classifica radiofonica americana, ottenendo la posizione più alta in questa classifica mai raggiunta da Maxwell. Billboard ha inserito il singolo nella lista delle 100 canzoni di maggior successo del 2009, alla posizione numero 99.
Il singolo ha ricevuto la certificazione di disco d'oro dalla RIAA grazie a oltre 500.000 download digitali ufficiali.

### Classifiche
| Chart (2009)                          | Massima posizione |
| ------------------------------------- | ----------------- |
| Giappone Billboard Japan Hot 100      | 53                |
| USA Billboard Hot 100                 | 33                |
| USA Billboard Hot 100 Airplay         | 12                |
| USA Billboard Hot R&B/Hip-Hop Songs   | 1                 |
| USA Billboard Hot R&B/Hip-Hop Airplay | 1                 |
| USA Billboard Ringtones               | 11                |